# Освајачи олимпијских медаља у атлетици — петобој за мушкарце
Освајачи олимпијских медаља у атлетици за мушкарце у дисциплини петобој, која је на програму игара била четири пута, приказани су у следећој табели. Списак дисциплина у петобоју није увек био исти:
- Петобој на играма 1906. године: скок удаљ без залета, бацање диска (грчки стил), бацање копља, трка на 192 m (1 стадиј) и рвање грчко-римским стилом
- Петобој на играма 1912, 1920. и 1924. године: скок удаљ, бацање копља, трка на 200 m, бацање диска и трка на 1.500 m.

Пласман се добијао на основу збира освојених бодова по дисциплинама. Прво место је носили 1, друго 2 треће 3 итд, а победник је онај који је имао мањи збир.
| Олимпијске игре        | Злато                                      | Злато | Сребро                           | Сребро | Бронза                 | Бронза |
| ---------------------- | ------------------------------------------ | ----- | -------------------------------- | ------ | ---------------------- | ------ |
| Атина 1906.            | Хјалмар Меландер · Шведска                 | 24 п  | Иштван Мудин · Угарска           | 25,3   | Ерик Леминг · Шведска  | 29     |
| Стокхолм 1912. детаљи  | Џим Торп · САД · Фердинанд Бије · Норвешка | 7 16  | Џејмс Донахју · Сједињене Државе | 24     | Френк Лукеман · Канада | 24     |
| Антверпен 1920. детаљи | Еро Лехтонен · Финска                      | 14    | Еверет Бредли САД                | 24     | Хуго Лахтинен · Финска | 26     |
| Париз 1924. детаљи     | Еро Лехтонен · Финска                      | 14    | Елемер Сомфај · Мађарска         | 16     | Robert LeGendre САД    | 18     |

## Биланс медаља у петобоју
Медаље са Олимпијских међуигара МОК не признаје у олимпијске.
|    | Држава           | Злато | Сребро | Бронза | Укупно |
| -- | ---------------- | ----- | ------ | ------ | ------ |
| 1. | Финска           | 2     | 0      | 1      | 3      |
| 2. | Сједињене Државе | 1     | 2      | 1      | 4      |
| 3. | Норвешка         | 1     | -      | -      | 1      |
| 4. | Мађарска         | 0     | 1      | 0      | 1      |
| 5. | Канада           | 0     | 0      | 1      | 1      |
|    | Укупно (5)       | 4     | 3      | 3      | 10     |